# Domlyan Bay
Die Domlyan Bay (englisch; bulgarisch залив Домлян saliw Domljan) ist eine 4,75 km breite und 5,5 km lange Bucht an der Oskar-II.-Küste des Grahamlands auf der Antarktischen Halbinsel. Als Nebenbucht des Exasperation Inlet liegt sie südlich des Radovene Point und nördlich des Kalina Point. Sie entstand infolge des Auseinanderbrechens des Larsen-Schelfeises im Jahr 2002 und dem sich daran anschließenden Rückzug des Melville-Gletschers.
Vermessungen der Bucht erfolgten im Jahr 2012. Die bulgarische Kommission für Antarktische Geographische Namen benannte sie 2013 nach der Ortschaft Domljan im Süden Bulgariens.